# Liste der Biografien/Graz
Liste der Biografien |
Portal Biografien |
Personensuche
# |
A |
B |
C |
D |
E |
F |
G |
H |
I |
J |
K |
L |
M |
N |
O |
P |
Q |
R |
S |
T |
U |
V |
W |
X |
Y |
Z |
?
 
Ga |
Gb |
Gc |
Gd |
Ge |
Gf |
Gh |
Gi |
Gj |
Gk |
Gl |
Gm |
Gn |
Go |
Gp |
Gq |
Gr |
Gs |
Gu |
Gv |
Gw |
Gy |
Gz
 
Gra |
Grb–Grd |
Gre |
Grg |
Gri |
Grj |
Grk |
Grl |
Grm |
Gro |
Grs |
Gru |
Gry |
Grz
 
Graa |
Grab |
Grac |
Grad |
Grae |
Graf |
Grag |
Grah |
Grai |
Graj |
Grak |
Gral |
Gram |
Gran |
Grao |
Grap |
Grar |
Gras |
Grat |
Grau |
Grav |
Graw |
Gray |
Graz
Die Liste der Biografien führt alle Personen auf, die in der deutschsprachigen Wikipedia einen Artikel haben. Dieses ist eine Teilliste mit 45 Einträgen von Personen, deren Namen mit den Buchstaben „Graz“ beginnt.

## Graz
- Graz, Davide (* 2000), italienischer Skilangläufer

### Graze
- Grazer, Brian (* 1951), US-amerikanischer Filmproduzent
- Grazer, Jack Dylan (* 2003), US-amerikanischer SchauspielerJack Dylan Grazer (* 2003)

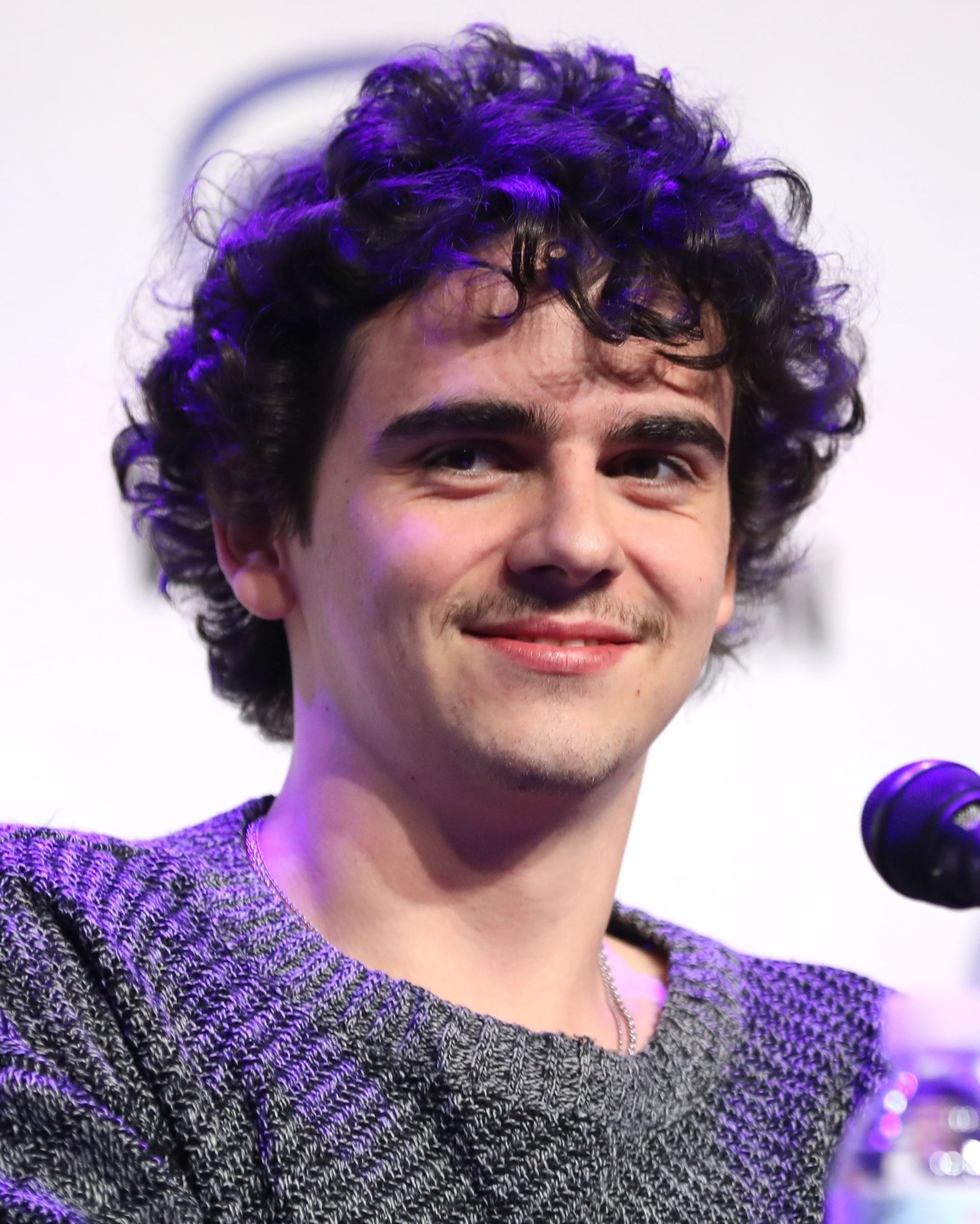
Jack Dylan Grazer (* 2003)

### Grazi
- Grazia, Gene (1934–2014), italo-amerikanischer Eishockeyspieler
- Grazia, Sebastian de (1917–2000), US-amerikanischer Philosoph, Hochschullehrer und Biograf
- Grazia, Victoria de (* 1946), US-amerikanische Historikerin
- Graziadei, Mariano, italienischer Maler
- Graziadei, Michael (* 1979), US-amerikanischer Schauspieler
- Graziadei, Valentino (1898–1965), österreichischer Zauberkünstler
- Graziani Magherini, Giovanni (1852–1924), italienischer Kunst- und Lokalhistoriker
- Graziani, Andrea (1865–1931), italienischer General
- Graziani, Antonio Maria (1537–1611), italienischer Bischof, Historiker und Humanist
- Graziani, Bonifazio († 1664), italienischer Organist und Komponist des Barock
- Graziani, Domenico (* 1944), italienischer Geistlicher, emeritierter römisch-katholischer Erzbischof von Crotone-Santa Severina
- Graziani, Francesco (1828–1901), italienischer Opernsänger (Bariton)
- Graziani, Francesco (* 1952), italienischer Fußballspieler und Fußballtrainer
- Graziani, Gabriele (* 1975), italienischer Fußballspieler
- Graziani, Girolamo (1604–1675), italienischer Dichter und Diplomat
- Graziani, Ivan (1945–1997), italienischer Cantautore und Rockgitarrist
- Graziani, Rodolfo (1882–1955), italienischer General und Politiker, sowie KriegsverbrecherRodolfo Graziani (1882–1955)

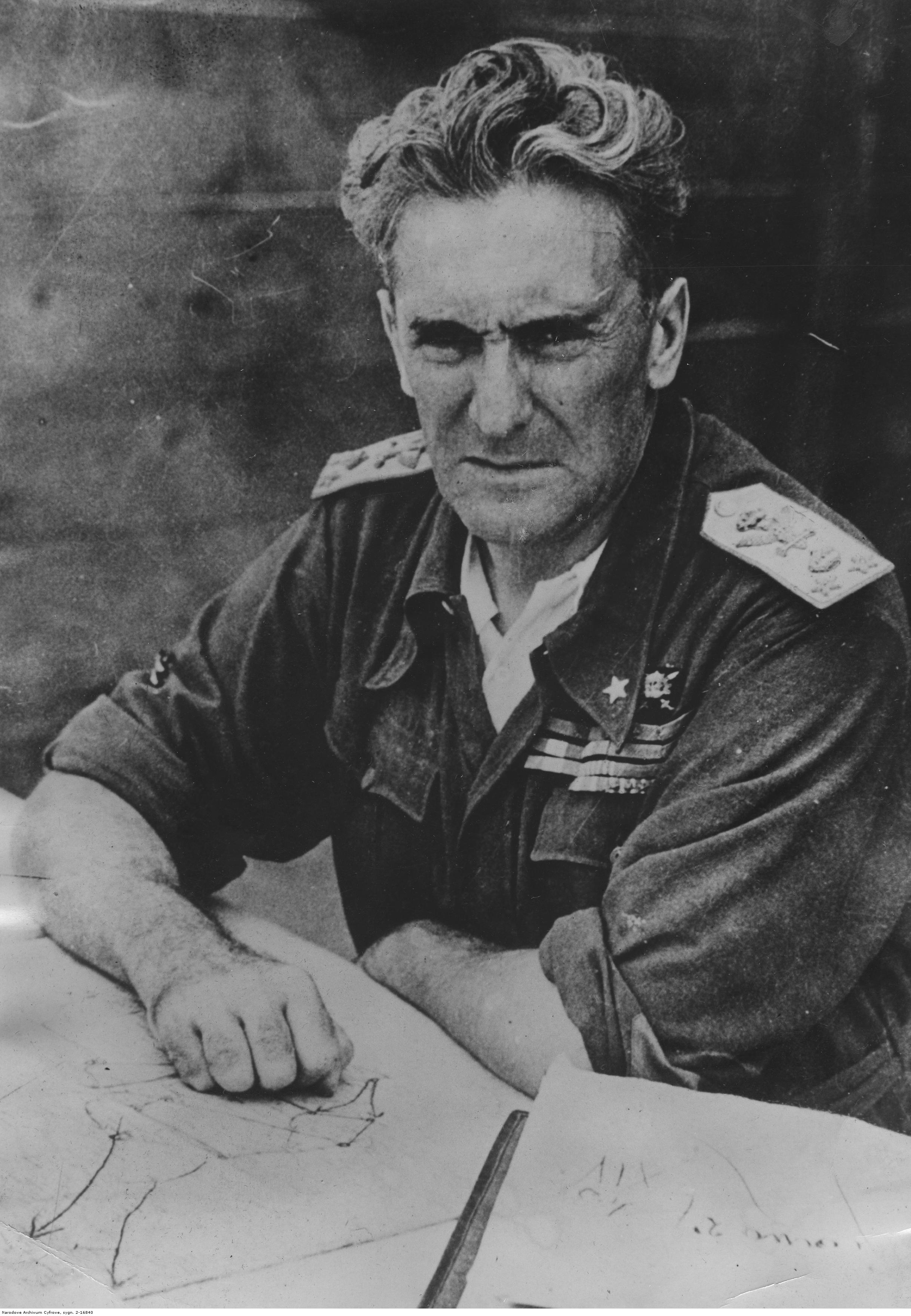
Rodolfo Graziani (1882–1955)

- Graziani, Sergio (1930–2018), italienischer Schauspieler und Synchronsprecher
- Graziano (* 1968), italienischer Schlagersänger (Südtirol)
- Graziano da Silva, José (* 1949), brasilianischer Ökonom, Agrarwissenschaftler und Autor
- Graziano, Claudio (1953–2024), italienischer Militär, Generalstabschef der italienischen Streitkräfte
- Graziano, Rocky (1919–1990), US-amerikanischer Boxer
- Graziano, Thomas Kadner (* 1961), Rechtswissenschaftler
- Graziato, Massimo (* 1988), italienischer Radrennfahrer
- Graziella, Thea (1881–1942), deutsche Schriftstellerin
- Grazielle Pinheiro Nascimento (* 1981), brasilianische Fußballspielerin
- Grazier, Colin (1920–1942), britischer Seemann
- Gräzin, Igor (* 1952), estnischer Jurist und Politiker, Mitglied des Riigikogu, MdEP
- Grazini, Angelo Lorenzo (1701–1790), italienischer Kirchenhistoriker und Dichter
- Gražinytė-Tyla, Mirga (* 1986), litauische Dirigentin
- Grazioli, Alessandro (1770–1834), italienischer Organist und Komponist der Klassik
- Grazioli, Alfred (1940–2018), Schweizer Architekt und Hochschullehrer
- Grazioli, Giovanni Battista (1746–1820), italienischer Organist und Komponist der Klassik
- Grazioli, Laura (* 1985), Schweizer Politikerin
- Grazioli, Leonard (* 2001), Schweizer Handballnationalspieler
- Graziosi, Franco (1929–2021), italienischer Schauspieler

### Grazu
- Gražulis, Arūnas (* 1979), litauischer Beamter und Politiker, Vize-Innenminister
- Gražulis, Petras (* 1958), litauischer Politiker (Seimas)

### Grazy
- Grażyński, Michał (1890–1965), polnischer Politiker, Führer im Dritten Polnischen Aufstand in Schlesien (1920) neben Wojciech Korfanty

### Grazz
- Grazzi, Emanuele (1891–1961), italienischer Diplomat
- Grazzini, Antonio Francesco (1504–1584), italienischer Dichter
- Grazzini, Giovanni (1925–2001), italienischer Journalist, Literatur- und Filmkritiker